# تپه اطراف شهر سوخته ۲۷۸
تپه اطراف شهر سوخته شماره ۲۷۸ در شهرستان زابل، بخش شیب آب، دهستان لوتک، روستای حومه شهر سوخته، ۵۶ کیلومتری جاده ارتباطی زابل به زاهدان واقع شده و این اثر در تاریخ ۲۳ بهمن ۱۳۸۵ با شمارهٔ ثبت ۱۷۳۱۳ به‌عنوان یکی از آثار ملی ایران به ثبت رسیده است.